# Bonnetia maguireorum
Espèce
Synonymes
- Neblinaria celiae Maguire[1]

Statut de conservation UICN

 VU D2 : Vulnérable
Bonnetia maguireorum est une espèce de plantes à fleurs de la famille des Bonnetiaceae.

## Publication originale
- Annals of the Missouri Botanical Garden 71: 330. 1984.